# Gene Cantamessa
Gene Cantamessa (17 de febrero de 1931 – 8 de noviembre de 2011) fue un ingeniero de sonido para películas estadounidense. Ganó el Óscar al mejor sonido en 1982 por su trabajo en la película de Steven Spielberg E.T. el extraterrestre. Cantamessa recibió seis nominaciones más durante su carrera.

## Premios y candidaturas
Premios Óscar
| Año  | Categoría    | Película                               | Resultado |
| ---- | ------------ | -------------------------------------- | --------- |
| 1973 | Mejor sonido | El candidato                           | Nominado  |
| 1975 | Mejor sonido | El jovencito Frankenstein              | Nominado  |
| 1978 | Mejor sonido | Encuentros en la tercera fase          | Nominado  |
| 1980 | Mejor sonido | 1941                                   | Nominado  |
| 1983 | Mejor sonido | E.T. el extraterrestre                 | Ganador   |
| 1984 | Mejor sonido | 2010: Odisea dos                       | Nominado  |
| 1986 | Mejor sonido | Star Trek IV. Misión: salvar la Tierra | Nominado  |